# Naujosios Fredos fortas
Naujosios Fredos fortas este o arie protejată (arie specială de conservare — SAC, sit de importanță comunitară — SCI) din Lituania întinsă pe o suprafață de 5,83 ha, integral pe uscat.

## Localizare
Centrul sitului Naujosios Fredos fortas este situat la coordonatele 54°51′03″N 23°54′26″E / 54.8508°N 23.9072°E.

## Înființare
Situl Naujosios Fredos fortas a fost declarat sit de importanță comunitară în aprilie 2004 pentru a proteja 2 specii de animale. Situl a fost protejat și ca arie specială de conservare în august 2020.

## Biodiversitate
Situată în ecoregiunea boreală, aria protejată nu include niciun habitat protejat.
La baza desemnării sitului se află mai multe specii protejate de  mamifere (2): liliac cârn (Barbastella barbastellus), liliac de iaz (Myotis dasycneme).
Pe lângă speciile protejate, pe teritoriul sitului au mai fost identificate 4 specii de mamifere.